# Morte de Tyre Nichols
A morte de Tyre Nichols ( /ˈtaɪ.ri ˈnɪk.əlz/ TY-ree  ) aconteceu em 10 de janeiro de 2023,  três dias após ele ser detido no trânsito por policiais do Departamento de Polícia de Memphis . O Departamento de Polícia de Memphis declarou inicialmente em 8 de janeiro que a detenção de Nichols foi devido a direção imprudente . Mais tarde, em 27 de janeiro, o chefe da polícia de Memphis afirmou que a filmagem não mostrava nenhuma evidência de causa provável para a parada de trânsito, mas o chefe enfatizou que isso não significava que tal causa não existisse. Após a detenção, seguiu-se um enfrentamento,  durante o qual os policiais usaram spray de pimenta e um taser. Nichols fugiu a pé e, a curta distância, uma segunda altercação ocorreu quando os policiais de Memphis o alcançaram, socaram e chutaram o rosto de Nichols e acertaram suas costas com um cassetete. Os meios de comunicação informaram que a filmagem não mostrava Nichols parecendo provocar os policiais durante o espancamento. Ele foi hospitalizado em estado crítico e acabou morrendo.
Cinco policiais  – Tadarrius Bean, Demetrius Haley, Emmitt Martin III, Desmond Mills Jr. e Justin Smith – todos afro-americanos, foram demitidos do departamento de polícia. Uma autópsia encomendada pela família de Tyre Nichols constatou "extenso sangramento causado por uma forte surra". Em 26 de janeiro, os cinco policiais envolvidos foram presos e acusados de assassinato, sequestro, agressão e má conduta. O Tennessee Bureau of Investigation e o Departamento de Justiça dos Estados Unidos abriram investigações. Além disso, dois bombeiros de Memphis que estavam envolvidos no atendimento inicial ao paciente de Nichols foram suspensos, enquanto se aguarda uma investigação interna.

## Partes envolvidas

### Tyre Nichols
Tyre Deandre Nichols (5 de junho de 1993 – 10 de janeiro de 2023)  era um homem afro-americano de 29 anos. Tinha um filho de quatro anos. Na época de sua morte, Nichols trabalhava para a FedEx e era  aspirante a fotógrafo. Nichols foi criado em Sacramento, Califórnia, e mudou-se para Memphis, Tennessee, em 2020. De acordo com o advogado de Nichol, Benjamin Crump, Nichols estava abaixo do peso devido à doença de Crohn, pesando cerca de 145 lb (66 kg) e com 6 ft 3 in (1.91 m) de altura. .

### Policiais
Os policiais envolvidos tinham de três a seis anos de experiência. Todos eram membros da unidade de policiamento de 50 pessoas conhecida como Scorpion (Operação de Crimes de Rua para Restaurar a Paz em Nossos Bairros), um grupo de policiais disfarçados que foram reunidos em outubro de 2021, como uma equipe de resposta para lidar com crimes graves. Os policiais dirigem carros sem identificação e se vestem à paisana, usando coletes à prova de balas com a inscrição "POLÍCIA". Desde então, o chefe de polícia de Memphis pediu uma revisão da unidade Scorpion.
- Tadarrius Bean, de 24 anos, o mais novo dos cinco, foi contratado pela Polícia de Memphis em agosto de 2020[21]
- Demetrius Haley, um ex- agente penitenciário, foi contratado pela Polícia de Memphis em 2020[22]
- Emmitt Martin III foi contratado pela polícia de Memphis em março de 2018[23]
- Desmond Mills Jr., 32 anos, ex-carcereiro no Mississippi e no Tennessee e o mais velho dos cinco, foi contratado pela polícia de Memphis em março de 2017[24]
- Justin Smith foi contratado pela polícia de Memphis em março de 2018[25]

## Parada de trânsito e morte
Foi parado aproximadamente às 20h24 do dia 7 de janeiro de 2023, perto do cruzamento da East Raines Road com a Ross Road. O Departamento de Polícia de Memphis declarou inicialmente em 8 de janeiro que a parada de trânsito de Nichols foi devido a direção imprudente . Em 27 de janeiro, a chefe de polícia de Memphis, Cerelyn Davis, afirmou que seu departamento revisou as imagens, inclusive de câmeras corporais, para "determinar qual era a causa provável e não fomos capazes de comprovar isso [. . . ] Isso não significa que algo não aconteceu, mas não há nenhuma prova."
Na parada de trânsito, os policiais jogaram Nichols no chão. Por volta das 20h25, começou uma luta entre os policiais e Nichols; eles tentaram prender Nichols no chão, ameaçaram-no, gritaram palavrões e usaram spray de pimenta e um taser nele. No final das contas, Nichols se libertou e correu para o sul na Ross Road, onde foi perseguido por pelo menos dois policiais. Mais duas unidades policiais chegaram ao local da parada de trânsito por volta das 20h29 A filmagem mostrou que um policial que permaneceu na área da parada de trânsito disse sobre seus colegas e Nichols: "Espero que eles pisem na bunda dele".
O segundo encontro que Nichols teve com a polícia ocorreu a menos de meia milha (1⁄2 mi (800 m) ) da parada de trânsito às 20h33, onde foi espancado por cerca de três minutos. Imagens de uma câmera de vigilância da polícia montada em um poste mostraram policiais golpeando Nichols pelo menos nove vezes "sem provocação visível", afirmou a CNN. Quando a câmera do poste foi virada para mostrar o incidente, ela mostrou um policial usando a perna para empurrar Nichols com força para o chão. Os policiais puxaram Nichols pelos ombros e chutaram Nichols no rosto duas vezes. Os policiais puxaram Nichols para uma posição sentada, então um oficial bateu nas costas de Nichols com um cassetete e, em seguida, bateu em Nichols novamente depois que os policiais o colocaram de joelhos. Depois disso, os policiais colocaram Nichols em pé e prenderam suas mãos; durante esse tempo, Nichols foi repetidamente socado no rosto por policiais e, por fim, caiu de joelhos. No minuto seguinte, Nichols foi chutado por um oficial. A filmagem mostra pelo menos cinco socos no rosto de Nichols. Durante o espancamento, Nichols chamou repetidamente por sua mãe, às vezes moveu as mãos para cobrir o rosto e "[parecia] nunca revidar", relatou o The New York Times .
Por volta das 20h37, Nichols estava algemado e imóvel com ferimentos graves. Ele estava mole e os policiais o apoiaram contra a lateral de um carro da polícia. A filmagem mostrou que depois que Nichols foi detido no chão, um policial disse: "Eu estava batendo nele com ceifadores diretos, cachorro", enquanto outro disse: "Eu pulei e comecei a balançá-lo." Os médicos chegaram por volta das 20h41, mas só começaram a ajudar Nichols 16 minutos depois. A ambulância chegou às 21h02 e transportou Nichols para o Hospital St. Francis às 21h18, depois que ele reclamou de falta de ar. Ele morreu devido aos ferimentos em 10 de janeiro e um relatório da autópsia mostrou que ele "sofreu sangramento excessivo causado por uma forte surra".
Nos vídeos divulgados após o espancamento, dois policiais afirmam que Nichols pegou suas armas. Esta afirmação não é fundamentada pelos vídeos.

## Investigações e acusações criminais
Em 7 de janeiro, o promotor distrital Steve Mulroy pediu ao Tennessee Bureau of Investigation para investigar as alegações de uso excessivo da força durante a prisão. Em 15 de janeiro, o Departamento de Polícia de Memphis anunciou que os policiais envolvidos enfrentariam uma ação administrativa. O Departamento de Justiça dos EUA e o Federal Bureau of Investigation (FBI) também abriram uma investigação.
Em 20 de janeiro, a Polícia de Memphis anunciou que os cinco policiais envolvidos – Tadarrius Bean, Demetrius Haley, Emmitt Martin III, Desmond Mills Jr. e Justin Smith – seria demitido. Todos os cinco oficiais são afro-americanos.
A chefe de polícia Cerelyn Davis disse que o comportamento dos policiais constituía "uma falha de humanidade básica", que ela estava "confusa" com a agressão dos policiais e que não estava claro por que os policiais pararam Nichols. Ela disse que o vídeo mostrava "atos que desafiam a humanidade ... um desrespeito pela vida, [o] dever de cuidado que todos nós juramos e um nível de interação física que está acima e além do que é exigido na aplicação da lei", e que o que aconteceu com Nichols foi "quase o mesmo, se não pior" do que o incidente de Rodney King
Em 24 de janeiro, dois técnicos médicos de emergência do Corpo de Bombeiros de Memphis que estavam na ambulância foram dispensados do serviço sem maiores explicações.
O prefeito de Memphis, Jim Strickland, disse que o vídeo do incidente seria divulgado no final de janeiro, primeiro para a família de Nichols e depois para o público assim que a investigação interna do departamento de polícia for concluída.
Em 24 de janeiro, os cinco policiais foram presos e acusados de homicídio em segundo grau, agressão agravada, sequestro agravado, má conduta oficial e opressão oficial. Em 27 de janeiro, todos os cinco homens pagaram fiança e foram libertados, de acordo com os registros da Cadeia do Condado de Shelby.

## Reação pública e protestos
Em 27 de janeiro, o vídeo do incidente com a câmera do corpo da polícia foi divulgado ao público. A Associated Press relatou que, de acordo com o chefe de polícia de Memphis, Davis, as autoridades intencionalmente "decidiram que seria melhor divulgar o vídeo no final do dia, depois que as escolas fossem dispensadas e as pessoas voltassem do trabalho" devido à preocupação com a agitação civil que poderia resultar após seu lançamento. No dia anterior, o presidente dos Estados Unidos, Joe Biden, conversou com a família Nichols e se juntou ao apelo por protestos pacíficos. Biden também disse à família que renovaria o esforço com o Congresso para aprovar a Lei George Floyd Justice in Policing para combater a má conduta policial.
No dia do lançamento do vídeo, o diretor do FBI, Christopher Wray, disse que estava chocado com o vídeo, e Patrick Yoes, o presidente nacional da Fraternal Order of Police, afirmou que "o evento conforme descrito para nós não constitui trabalho policial legítimo ou uma parada de trânsito deu errado. Este é um ataque criminoso sob o pretexto da lei." O prefeito da cidade de Nova York, Eric Adams, disse à imprensa que a Casa Branca havia informado a ele e a outros prefeitos sobre o vídeo antes de seu lançamento e que "provocaria dor e tristeza em muitos de nós. Isso nos deixará com raiva."
O advogado de Nichols disse que a polícia espancou Nichols "selvagemmente", e o Los Angeles Times descreveu a filmagem de sua surra como "horrível", comparando-a com a surra de Rodney King .
Após o lançamento do vídeo, os manifestantes em Memphis bloquearam o tráfego na Interestadual 55 .